# The Concert Sinatra
The Concert Sinatra è un album del crooner statunitense Frank Sinatra, pubblicato nel 1963 dalla Reprise Records.

## Il disco
Per questo album Sinatra scelse sei canzoni composte da Richard Rodgers, una buona parte delle quali con testi di Oscar Hammerstein II. Per trattare un livello così elevato decise di fare le cose in grande, convocando un'orchestra sinfonica di 73 elementi e persino, cinque anni dopo Frank Sinatra Sings for Only the Lonely, l'arrangiatore Nelson Riddle.
Al contrario di quanto il titolo può far sembrare, The Concert Sinatra non è un album dal vivo, e nemmeno una prova di canzoni eseguite in una sola ripresa. L'album è, come recitano le note di copertina, "una nuova conquista di purezza e controllo artistici". In realtà The Concert è un disco zeppo di grandeur, soprattutto negli arrangiamenti, ricchissimi di archi e flauti, che ricordano vagamente Maurice Ravel.

## Tracce
1. I Have Dreamed - 3:01 - (Hammerstein, Rodgers)
2. My Heart Stood Still - 3:06 - (Hart, Rodgers)
3. Lost in the Stars - 4:11 - (Anderson, Weill)
4. Ol' Man River - 4:29 - (Hammerstein, Kern)
5. You'll Never Walk Alone - 3:11 - (Hammerstein, Rodgers)
6. Bewitched, Bothered and Bewildered - 3:02 - (Hart, Rodgers)
7. This Nearly Was Mine - 2:49 - (Hammerstein, Rodgers)
8. Soliloquy - 8:05 - (Hammerstein, Rodgers)

## Musicisti
- Frank Sinatra - voce;
- Nelson Riddle - arrangiamenti.